# Danielle Harold
Danielle Amy Louise Harold es una modelo y actriz inglesa conocida por interpretar a Lola Pearce en la serie EastEnders.

## Carrera
En el 2011 apareció en el programa Jamie's Dream School.
El 12 de julio de 2011 se unió al elenco principal de la exitosa serie británica EastEnders donde interpretó a la testaruda y problemática Lola Pearce, la nieta de Billy Mitchell y Julie Perkins, hasta el 28 de julio de 2015 después de que su personaje decidiera mudarse a Newcastle junto con su hija Lexi. El 1 de abril del 2019 regresó a la serie y desde entonces aparece.

## Filmografía

### Series de Televisión
| Año                          | Título     | Personaje   | Notas         |
| ---------------------------- | ---------- | ----------- | ------------- |
| 2011 - 2015, 2019 - presente | EastEnders | Lola Pearce | 353 episodios |

### Apariciones
| Año  | Título               | Notas       |
| ---- | -------------------- | ----------- |
| 2011 | Jamie's Dream School | 7 episodios |